# Papež Janez X.
Janez X. (latinsko Papa Joannes X.), italijanski rimskokatoliški škof in papež; * okrog 860 Borgo Tossignano (Emilija-Romanja, Papeška država, Frankovsko cesarstvo danes: Italija), † maj 928 Rim (Papeška država, Sveto rimsko cesarstvo, danes: Italija) 

Papež je bil od marca 914 do maja 928. 

## Življenjepis

### Mladost in vzpon
Janez se je rodil okrog 860 v Tossignanu, ki je danes del mesteca Borgo Tossignano v soteskah reke Imole - danes v deželi Emilija-Romanja – v ugledni plemiški družini Cenci. Po Liutprandu je bil najprej diakon pri ravenskem nadškofu Kailu (Kailo, Cailone), ki ga je posvetil Janez IX. Svojega diakona je pogosto pošiljal kot legata v Rim, kjer je navezal stike s Teofilaktom, ki je bil vertararius, senator Romanorum, in njegovo ženo Teodoro. Kot moški čedne postave in velikih sposobnosti je zbudil pozornost Teodore, žene najmočnejšega rimskega plemiča, da mu je pomagala dobiti najprej škofijski sedež v Bologni, potem pa (905-914) nadškofijskega in metropolitanskega v Raveni. Še preden je mogel bolonjski sedež prevzeti, so ga že izvolili za ravenskega metropolita, kjer je skozi devet let hvalevredno vodil nadškofijo.   

V nasprotju z določbo 15. člena Nicejskega koncila, ki je prepovedoval prehajanje z enega škofijskega sedeža na drugi, je podobno tudi on – kot že nekaj njegovih prednikov – zasedel rimski sedež svetega Petra za Landom - a da tokrat ni nihče ugovarjal. 

## Papež
V ozadju njegove izvolitve je stal Teofilakt, ki je takrat imel oblast nad Rimom, Spoletom in Toskano. Poročilo Liutpranda iz Cremone o njegovem razmerju s Teofilaktovo ženo Teodoro ni resnično. Janez je razdrobljene sile posameznih fevdalnih gospodov povezal v močno vojsko in jo sam osebno povedel v Gariglano, kjer je 915 dosegel odločilno zmago nad Saraceni. Decembra 915 je kralja Berengarja Furlanskega kronal za cesarja, vendar mu tudi on ni mogel nuditi zadostne zaščite pred uničujočimi boji za oblast v Rimu in pred Madžari, ki so ropali po severni Italiji. Moč papeštva je hotel utrditi s tesnejšo povezavo s krajevnimi Cerkvami. Svojega legata je poslal na sinodo frankovskih škofov 916 v Hohenaltheim, podpiral je misijonsko delo med Slovani in Normani, vzdrževal je dobre stike s Cerkvijo v Grčiji in Španiji. Iz političnih razlogov je potrdil imenovanje petletnega grofovskega sina Huga za nadškofa v Reimsu. V naslednjem obdobju so posamezne plemiške družine dostikrat skušale doseči kaj podobnega, da bi si že vnaprej zagotovile nadarbinske dohodke škofij. Sicer pa je bil Janez X. razgledan človek in močna osebnost. 

### Gariljanska bitka (915)
Novi papež je bil delaven in odločen vladar; izkazal se je zlasti s tem, da je dokončal saracensko zasedbo. Uspelo mu je napraviti zvezo med vladarji Landolfom Beneventskim, langobardskim kraljem Berengarjem Furlanskim, in drugimi italijanskimi vojvodi. Janez je osebno vodil zoper Saracene veliko vojsko, ki jo je zbral iz združenih italijanskih voditeljev. Saraceni so si zgradili trdnjave na reki Garigliano, vendar jih to ni rešilo pred hudim porazom, ki jim ga je avgusta 915 zadala krščanska vojska blizu rečnega ustja. 

Nekateri učenjaki poudarjajo podobnost med papaževanjem Janeza X. in Janeza VIII.; prva zadeva, ki spdbuja tako sorodnost, bi bilo prizadevanje obeh v borbi zoper Saracene, ki so se nastanili v južni Italiji. Janez VIII. ni uspel v poskusu, da jih prežene, vendar je »posejal seme usodnih dogodkov«  s tem, da je podelil Pandolfu iz Capue ozemlje, ki se je raztezalo od Formijskih gričev do Garigliana. Pravzaprav so stopili Gaetanci v zavezništvo z muslimani, ki so se utrdili ne le na formijskih gričih, ampak tudi ob desnem bregu Garigliana. Od tod so začeli pustošiti Italijo skozi kakih štirideset let, dokler se niso ogroženi plemiči povezali v zadosti močno zvezo, ki jih je uspela pregnati. Večinoma pripisujejo nastanek zveze ravno Janezu X., drugi pa Atenolfu I. od Capue in Beneventa, ki je največ trpel od sosednih Saracenov. On je že 903 poskušal napasti Saracene s pomočjo samih Amalfijevcev, ampak brezuspešno. Zato je poslal svojega sina Landolfa v Carigrad, da bi prosil pomoči od cesarja Leona Modrega, ki je obljubil podporo, od katere pa ni bilo nič, dokler se za zadevo ni zavzel papež. Ko se je zvezna vojska, sestavljena iz voditeljev Capue, Salerna, Neaplja in Gaete s podporo bizantinskega ladjevja, odpravila in se utrdila na levi strani Gargliana, je tudi papež Janez krenil iz Rima skupaj z Alberikom Spoletskim, da bi se utaboril na desnem bregu in zaprl v past Saracene. Janez bo v pismu kelmorajnskemu škofu Hermanu izrečno poročal(890-924), da se je bojeval on sam osebno. T. Venni meni njemu v prid, da med seboj vedno sprti italijanski knezi ne bi bili sposobni brez papeževega posredovanja stopiti v skupno tako pomembno in učinkovito zvezo, ki je premagala Saracene pri Gariglianu. Čeprav namreč Janez ni bil izvoljen veliko časa pred bitkom, je imel še zadosti časa za pogajanja s Carigradom, ki jih je začel Landof brez vidnih uspehov; on pa je dosegel sodelovanje bizantinske flote. Janez je z veliko muko pridobil tudi Gaetance s tem, da jim je potrdil nadarbino Traetto, ki jo je svoj čas podaril že Janez VIII.. Za papeža je ta zmaga pomenila tudi oseben uspeh, ki je postavil temelj za vso njegovo razgibano dejavnost v prihodnosti. 

Ni dvoma, da je bil Janez X. izvoljen pod vplivom Tuskulcev; prav tako pa ni nobenega dvoma, da si je on osebno pridobil velik ugled po celi Italiji in da so Rimljani upali od njega dobiti pomoč zoper vse bolj grozečo saracensko nevarnost. Italijanska krščanska zveza je skupno z Bizantinci odločilno premagala 915 Saracene, ki so svoje utrdbe požgali in porušili. Italija je vriskala od veselja. Papeža so v Rimu sprejeli s slovesnim slavolokom kot nekdaj rimske cesarje. V tuskulski stranki pa je nevoščljivost porastla do skrajnih mej; kamerinski mejni grof Alberik je zato napravil zvezo s spoletskim knezom zoper papeža, katerega je neprestano izzival iz Angelskega gradu, ki je bil v njegovi lasti; celo strah zbujajoče Ogre je poslal, da bi pustošili področje pod papeško oblastjo. . Kristjani torej zaradi nesložnosti velike zmage niso mogli izkoristiti. 

Ko je Berengar  prišel decembra 915 v Rim, ga je Janez X. kronal za svetorimskega cesarja. 

### Ogrskaropanja
Potujoči [[Ogri| so 898 prvič vdrli v Italijo. Ogromni zakladi, ki so jih od tam odnesli, so v njih tako spdbudili pohlepnost, da so odslej skoraj letno obiskovali lepo in bogato deželo. Vse na poti jim stoječe trdnjave so razdejali, večja naselja so uničili, tako da so to opustošeno pot imenovali Ogrsko pot (Strada Hungarorum). Berengar je spočetka njihove voditelje podkupoval z darili, toda nato so zahtevali vedno večjo odkupnino v upanju na bogatejši plen. 922 je pridrlo eno krdelo vse do Apulije, kjer so v narejenem taborišču celo prezimili. Izgleda, da je to skupino 800 mož najela tuskulska stranka. Tedaj so se uprli tudi Langobardi in najeti morilec Flambert je 7. aprila 924 umoril samodržca Berengarja. Tedaj je papež Janez poklical na pomoč provansalskega kralja Huga, ki so ga izvolili za lombardskega kralja in ga je papeški poslanec v Paviji okronal z langobardsko železno krono 926. Še istega leta se je papež srečal s Hugom v Mantovi; to čuvši so jo Ogri popihali s plenom iz dežele. 

### Jugovzhodna Evropa
Janez je imel sicer velike težave in nasprotovanja doma v Rimu, vendar velik vpliv na cerkvena in politična dogajanja po celi Evropi in še čez. 
1. 920, sta ga prosila bizantinska cesarja Roman I. in Konstantin VII., kakor tudi patriarh Nikolaj Pobožni, naj pošlje odposlance v Carigrad, da bodo potrdili sklepe sinodo, ki je obsodila četrti zakon Konstantinovega očeta Leona VI. Modrega; s tem bi se naj končal razkol med Rimom in Carigradom, kakor tudi znotraj carigrajske Cerkve. [14]
2. 925 je Janez poskušal omejiti uporabo staroslovanskega bogoslužja v Dalmaciji in je spodbujal uporabo latinščine. V zvezi s tem je pisal hrvaškemu kralju (»rex«) Tomislavu in zahumskemu vojvodu (»dux«) Mihaelu, češ da naj sledita navodilom papeških odposlancev. [15] Posledica tega je bil cerkveni zbor v Splitu 926, ki je sprejel Janezove zahteve; tukaj so prepovedali posvečevanje neukih v latinščini in prepovedali mašo v slovanskem jeziku, razen kjer je bilo pomanjkanje duhovnikov. Zborovske odloke so poslali v Rim Janezu v potrditev; on je potrdil vse, razen tistega, ki je hrvaškega škofa v Ninu podredil pod splitsko nadškofijo. Povabil je stranki, naj ga obiščeta v Rimu; ker tega nista mogli, sta zahtevali od Janeza odposlance, ki bodo uredili zadevo; to se je zgodilo zaradi nenadne Janezove odstavitve in nasilne smrti šele pod njegovim naslednikom Leonom VI.. [16] [17]
3. Ob istem času je cesar Simeon naslovil prošnjo na papeža Janeza, in mu ponudil odpoved njegovega naroda pokorščini carigrajskemu patriarhu; svoje kraljestvo je podvrgel cerkveni oblasti rimskega papeža. Janez mu je poslal dva odposlanca, ki sta mu izročila pismo, v katerem ga spodbujata, naj pretrga zveze z Bizancem. Še več: Janez je potrdil Simeonu naslov »carja«, in njegovi odposlanci so kronali Simeoneovega sina Petra I. za cesarja 928. Končno je Janez poslal legate za posredovanje, ki naj bi dokončalo vojno med Bolgari in Hrvati. [18]

### Teofilaktovarodbina inpapeštvo
Teofilakt I., ki je bil v sorodu že s tremi papeži (Hadrijanom I., Hadrijanom III. in Sergijem III.), je bil nosilni steber te rodovine, ki so jo pozneje poimenovali "Conti di Tuscolo" ali "Tuscolani" ("Tuskulski grofje" ali "Tuskulci"), ki je dala krščanstvu veliko papežev, kot je bil npr. Teofilatto II. in Teofilatto III., ki sta postala tudi papeža Benedikt VIII. (1012-1024) ter Benedikt IX. (1032-1044). Nekateri zgodovinarji menijo, da je bil v sorodu s Teofilaktom tudi papež Janez X.; Liutprand pa meni, da je bil Janez XI. njihov potomec.

### Papež Janez in Slovenci
Cerkev med karantanskimi Slovenci so proti koncu devetega in v prvi polovici desetega stoletja med leti 873 in 945 vodili pokrajinski škofje Salomon, Engilfrid, Alarik, Dietrik in Gotabert. 23. maja 927 je škof Gotabert vodil sinodo v cerkvi Gospe Svete. Ni znano, o čem je sinoda razpravljala, ohranjena pa je neka darilna listina, ki so jo podpisali prav na tej sinodi. 

### Dela
- »Documenta Catholica Omnia« (v latinščini). Pridobljeno 6. decembra 2011.

## Smrt in spomin
Njegova prizadevanja za neodvisnost papeštva, čemur naj bi pripomogla tudi zveza s kraljem Hugom iz Provanse, so mu nakopala neizprosno sovraštvo Teofilakove družine. Pred njegovimi očmi so mu ubili brata; slednjič je Marozia tudi njega vrgla v ječo, kjer je maja 928 umrl nasilne smrti, najbrž z zadavljenjem.

Pokopan je v Lateranu.

#### Ocena
- Skozi stoletja so Janezu X. zgodovinarji delali veliko krivico. Imeli so njegov pontifikat kot enega od najbolj neuspelih skozi sramotno obdobje Mračnega stoletja (saeculum obscurum). Največ tovrstnih podatkov so črpali pri takratnem tako rekoč edinem letopiscu Liutprandu, čigar poročanje ni le površno in zmotno, ampak nedvomno tudi sovražno in pristransko. [20] On je označil Janeza kot brezobzirnega klerika, ki si je utrl svojo pot do papeškega prestola s tem, da je postal ljubimec senatorke Teodore,[21] in da je obdržal sedež svetega Petra kot lutka tuskulskega grofa Teofilakta, vse dotlej, dokler ga ni z umorom spravila s poti Marozia in sicer z namenom, da bi napravila prostor svojemu sinu Janezu XI.. Liutprand je tako očrnil njegovo uspešno vladanje, kar je dalo nasprotnikom katoliške Cerkve v roke učinkovito propagandno orožje. [22]. V zadnjem času pa je bilo njegovo papeževanje ponovno ovrednoteno; sedaj gledajo nanj kot na moža, ki se je poskušal postaviti po robu plemiški prevladi nad papeštvom, ki je podpiral enotnost Italije pod cesarsko vlado, ki pa so ga prav zaradi njegovih naporov umorili. [23]
- Po Gregoroviusu, za katerega je znano, da kot protestantski pastor papeštvu ni bil ravno naklonjen, je bil Janez X. najodličnejši državnik svoje dobe. O njem je zapisal:

 »Janez X., čigar grehi so znani samo iz govoric, je bil vendarle mož, čigar velike zmožnosti so vidne v zgodovini. Pred nami stoji sredi mraka svojega časa kot eden najodličnejših likov med papeži. Dejanja cerkvene zgodovine hvalijo njegovo delavnost in njegove odnose z vsako od krščanskih dežel. Od kar je namreč potrdil stroga pravila Clunyja, izstopa nadalje kot eden od prenoviteljev redovništva.« 
- To obdobje smemo imenovati mračno predvsem zaradi popolnega pomanjkanja neodvisnih zgodovinskih virov. Ozračje negotovosti glede tega obdobja poudarja in vključno potrjuje kriza, ki so jo preživljale takratne politične in cerkvene rimske ustanove: poročil, ki jih vsebujejo takratni seznami, praktično ni; žal istočasno obstaja zgodovinopisna praznina, ki je vsepovsod značilna za prvi dve desetletji X. stoletja. [24]
- Za papeže je bilo 10. stoletje zares temačno in ga po pravici imenujemo Mračno stoletje. Brez cesarske zaščite so bili na milost in nemilost prepuščeni muham rimskega in italijanskega plemstva, ki si je nadzor nad Cerkvijo pridobivalo tako, da je na njene položaje nastavljalo svoje sorodnike ali politične somišljenike, ne glede na to, ali so bili tega vredni; v svojem stremuštvu so nastavljali in odstavljali papeže, večkrat pa jim tudi stregli po življenju. Kronika, ki jo je napisal nemški škof Liutprand,[25] slika posvetnost na papeževem dvoru; vendar jo je treba brati s pridržkom, saj je bil pisec zelo protirimsko razpoložen - kar tudi sam izrecno poudarja - in je zato dvomno, da je pisal nepristransko. [26] Mračno pa imenujejo to stoletje tudi zato, ker je bilo polno spletk in umorov, ki so dosegali tudi papeški dvor; obenem pa je bilo to tudi obdobje roparskih vpadov divjih poganskih Normanov, Vikingov in Madžarov, ter muslimanskih Saracenov in Turkov.
- Za to obdobje manjkajo neodvisni in nepristranski zgodovinski viri. Večino poročil o škandalih, nasilju in razvratu v Rimu je napisal torej že omenjeni Liutprand. Svojemu delu je dal pomenljiv naslov Maščevanje. Ta naslov daje slutiti, da je v svojem pripovedovnju brez dvoma pretiraval in da je pač nalašč izbiral samo pikantne zgodbe, da bi se na ta način maščeval nekaterim ljudem. Pretresljivo pa je na primer Liutprandovo mnenje, da je bila za Langobarde, Sase in Franke najhujša zmerljivka in žalitev, če si komu rekel, da je Rimljan. V tej besedi je po njegovem mnenju izraženo vse, kar ja na tem svetu slabega, zlobnega in gnilega. Kljub Liutprandovim pretiravanjem pa je ostalo v takratni družbi še vedno dovolj slabega, kar je najedalo tudi Cerkev tako od zunaj kot od znotraj. Tako si lahko mislimo, da je kljub pretiravanjem to bil v resnici strašen čas. [27]